# Video Electronics Standards Association
De VESA of Video Electronics Standards Association werd in 1988 als non-profitorganisatie opgericht om interface-standaarden voor pc's, werkstations en andere computeromgevingen op te zetten en te beheren.
De VESA is gevestigd in Milpitas, Californië in de Verenigde Staten.
Standaarden die door VESA zijn ontwikkeld zijn onder andere:
- 1998: Video Interface Port (VIP)
- 1999: Enhanced Display Data Channel Standard, Version 1
- 1999: BIOS Extensions / Display Data Channel Standard, Version 1.1
- 2002: Video Signal Standard (VSIS), Version 1, Revision 2
- 2003: Monitor Control Command Set (MCCS) Std. Version 2
- 2004: Digital Packet Video Link (DPVL) Std. Version 1

VESA is ook een mechanische standaard om beeldschermen en televisietoestellen aan de muur of een monitorarm te bevestigen.
Deze standaard is metrisch.
Aan de achterzijde van het scherm bevinden zich vier (soms twee) montagegaten, geplaatst in een vierkant met zijden van 75, 100, 200 of 300 mm of meer, met schroefdraad voor M4, M5 of M6. Veel modernere beeldschermen hebben deze gaten echter niet.